# Ammonitella yatesii
Ammonitella yatesii е вид коремоного от семейство Megomphicidae. Видът е световно застрашен, със статут Уязвим.

## Разпространение
Разпространен е в САЩ.